# Rue des Raguidelles
La rue des Raguidelles est une voie publique de la commune de Suresnes, dans le département français des Hauts-de-Seine.

## Situation et accès
Orientée du nord au sud, elle commence son parcours rue Cluseret et se termine rue des Tourneroches. Le segment compris entre le croisement avec la rue du Docteur-Émile-Roux et la piscine municipale est uniquement piéton.
La plupart du temps en léger surplomb, elle longe les voies ferroviaires empruntées par la ligne de Paris-Saint-Lazare à Versailles-Rive-Droite (ligne L et la ligne U du Transilien). Celles-ci passent sur un petit pont au niveau du croisement avec la rue Cluseret, alors brièvement souterraine. La station la plus proche est la gare de Suresnes-Mont-Valérien. La rue des Raguidelles est également desservie par la gare de Suresnes-Longchamp, sur la ligne 2 du tramway d'Île-de-France, ancienne ligne de Puteaux à Issy-Plaine.
Située au bord d'un plateau, sur les coteaux du mont Valérien voisin, la rue présente un certain dénivelé. Elle offre un panorama sur le bois de Boulogne puis Paris.

## Origine du nom
Son nom provient du lieu-dit Les Raguidelles, mentionné dès 1647 dans un ensemble dénommé « les Terres blanches ». Ce toponyme a été parfois mal orthographié Radiguelles.
Les historiens de Suresnes Edgard Fournier (1890) et Octave Seron (1926) indiquent qu'il aurait pour origine le terme Estranguidelles, qui signifie « potence à étrangler », ce qui correspondrait au champ de justice de l'ancienne châtellenie de Suresnes ; leur confrère René Sordes (1965) conteste cette hypothèse. Une étymologie plus probable serait le patronyme Raguidel, mentionné dans des romans bretons et un poème de Raoul de Houdenc,.

## Historique
Les coteaux de Suresnes, non urbanisés jusqu'au XIXe siècle, sont à l'origine couverts de vignes, comme sur une bonne partie du territoire communal.
La rue est créée à la suite de l'ouverture de la ligne de Paris-Saint-Lazare à Versailles-Rive-Droite en 1839, reprenant pour partie le tracé de l'ancien chemin des Carrières (aujourd'hui la rue des Carrières) et de la sente du Pas-Saint-Maurice.
D'abord simple sentier de dérivation pour les anciennes rues coupées par la nouvelle ligne de chemin de fer, elle est viabilisée par la commune en 1871, à ses frais, après trente-deux ans de litiges infructueux avec la Compagnie des chemins de fer de l'Ouest,.
Elle est élargie en 1955.

Cartes postales anciennes au niveau du croisement avec la rue Cluseret
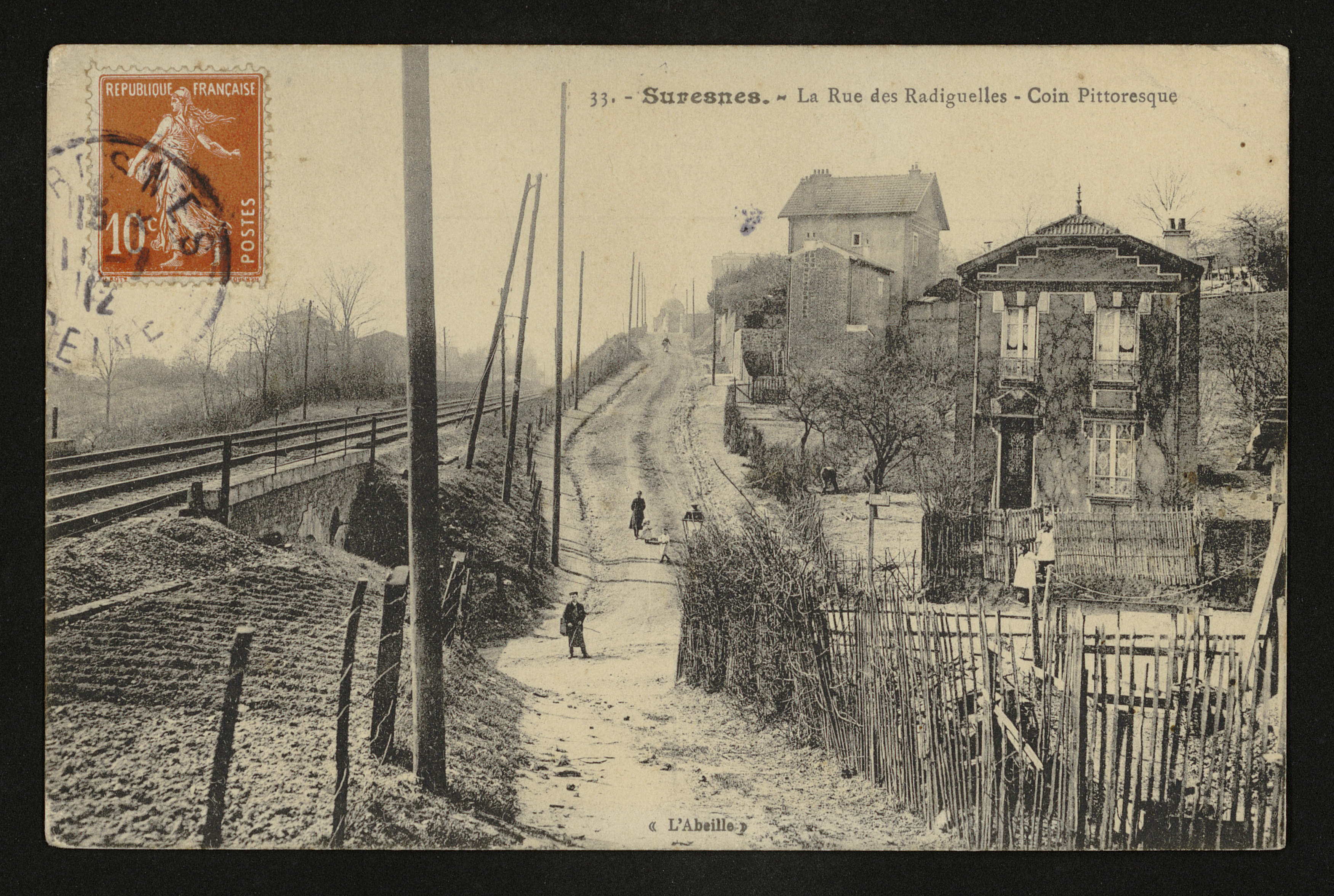
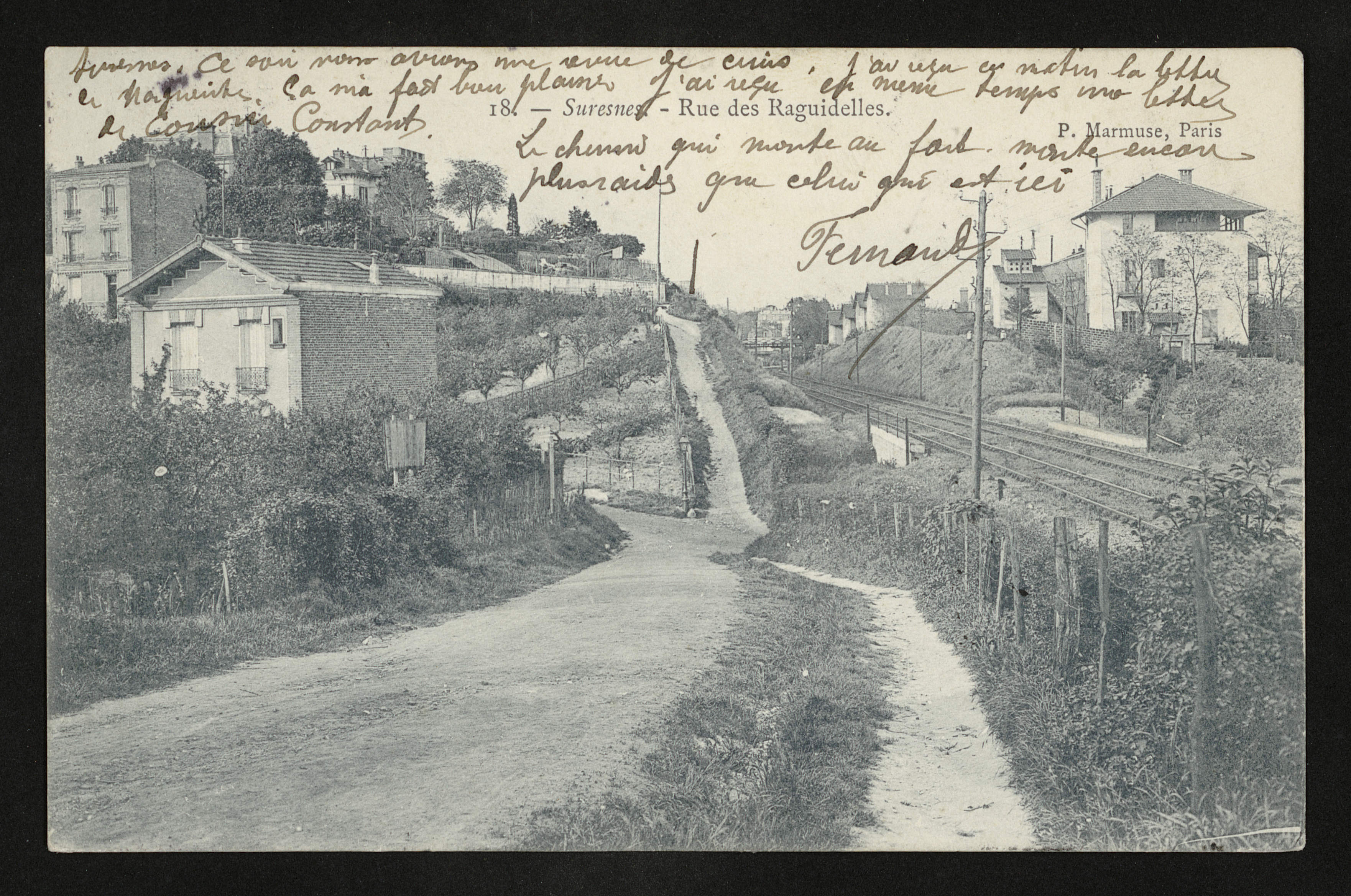
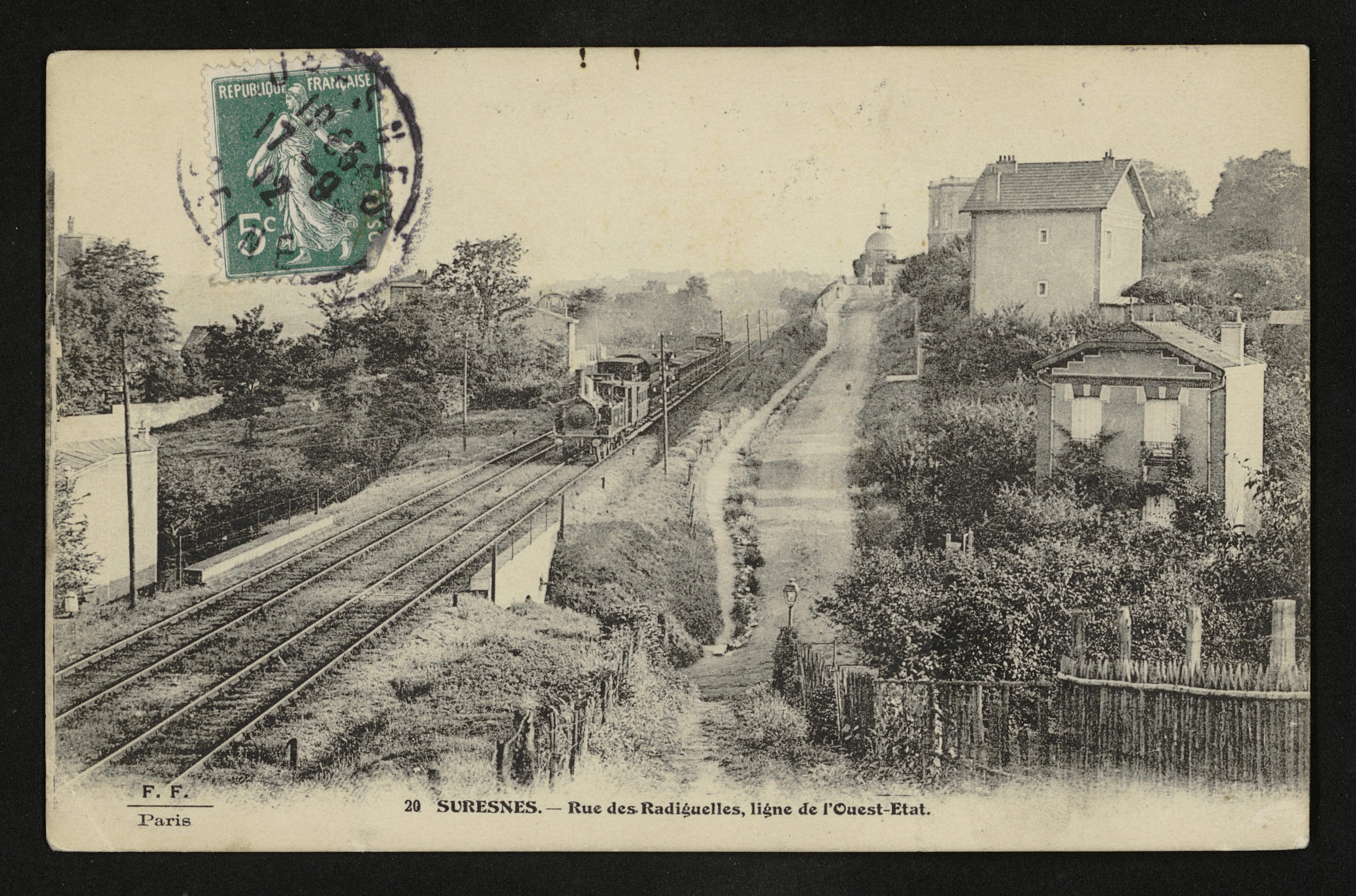
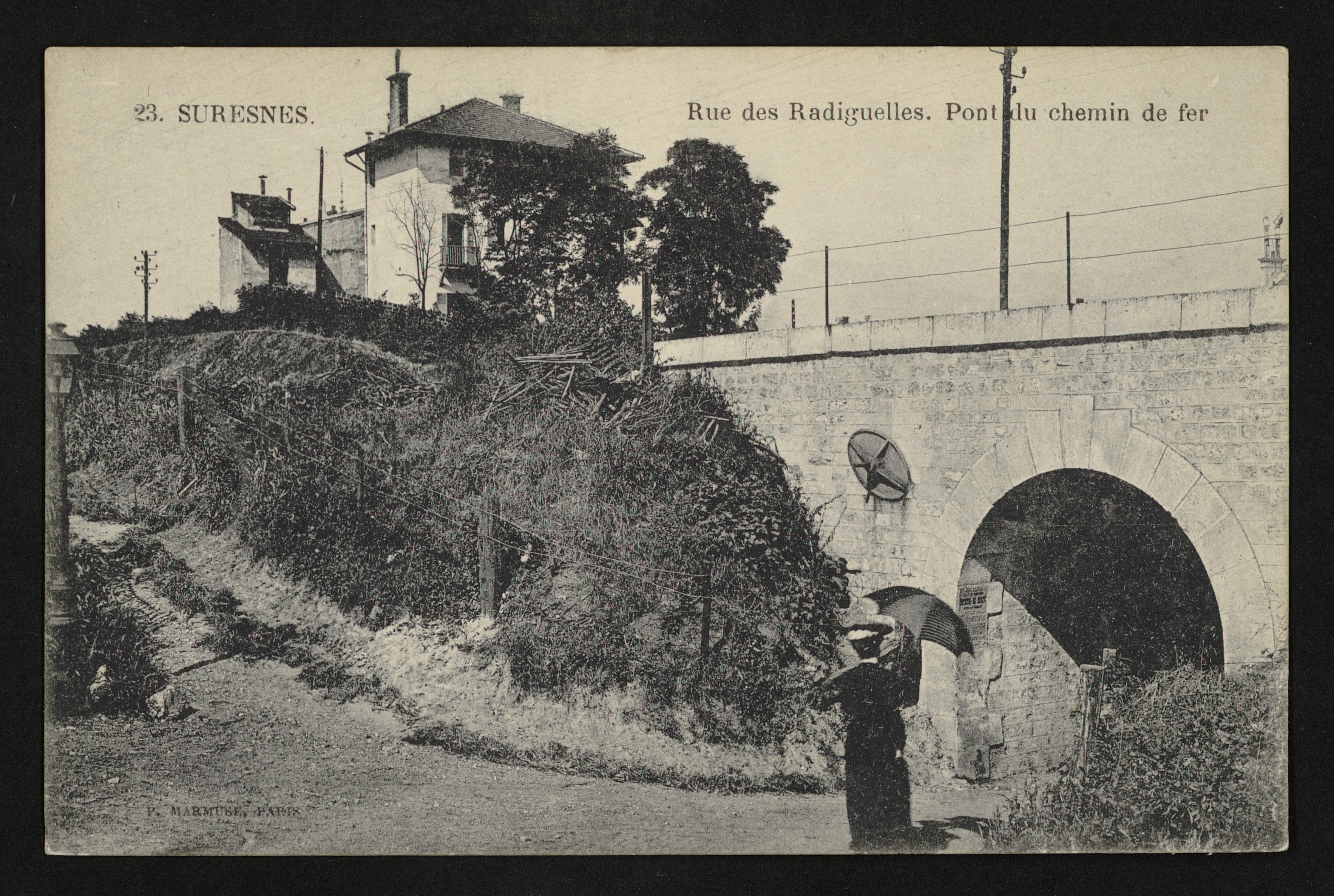

## Bâtiments remarquables et lieux de mémoire
Du nord au sud.
- No 69 : « tour de Suresnes », donjon carré de style néo-médiéval construit en 1924, un des points culminants de la ville. Comptant sept niveaux, il fait 25 mètres de hauteur. Selon la tradition locale, son initiateur, anticlérical, souhaitait ériger un édifice de plus grande hauteur que l'église monumentale initialement prévue sur le terrain mitoyen et qui finalement resta d'une taille modeste (voir infra). Il est plus vraisemblable que cet homme, Arthur Delaunay, entrepreneur à qui avait été confié le projet avorté de l'église, ne fit que réutiliser à son profit et sans raison religieuse particulière les matériaux déjà arrivés sur place, ainsi que des débris de l'ancienne enceinte de Thiers parisienne[11],[12],[13],[14].
- No 67, au croisement avec le chemin des Hocquettes[Note 2] : chapelle Notre-Dame-de-la-Salette. Alors qu'au tournant du XXe siècle Suresnes s'industrialise et s'urbanise, un nouveau lieu de culte est projeté dans ce quartier éloigné du centre-ville, où se trouve la seule église de Suresnes. Les plans prévoient un vaste édifice construit sur la pente, orienté vers Paris. Cependant, la création de la cité-jardin voisine et de son église Notre-Dame rendent ce projet superflu, si bien que seulement la crypte est construite, inaugurée en 1924. C'est la chapelle actuelle[16],[1],[17].
- Dans le pâté de maisons délimité par le chemin des Hocquettes, la rue du Docteur-Émile-Roux et le boulevard du Maréchal-de-Lattre-de-Tassigny se trouvait autrefois la propriété de l'illustrateur Jean Auguste Marc (1818-1886), ancienne villa Mœndel, puis villa Léa. En 1860, il participa comme journaliste au voyage impérial de Napoléon III en Algérie. Sur sa propriété suresnoise, il fit édifier une « mosquée » néo-mauresque (disparue dans les années 1950) et un minaret (détruit dans les années 1920). La peintre Rosa Bonheur vint lui rendre visite. Jean Auguste Marc fut par ailleurs adjoint au maire de la commune de 1875 à 1878 et fut inhumé dans la concession familiale du cimetière Carnot. Le site est remplacé par le domaine des Hocquettes, une résidence d'immeubles, dans les années 1950[18].
- Parcelle comprise entre la rue du Docteur-Émile-Roux et la rue des Nouvelles : au niveau de ce terrain de trois hectares se trouvait autrefois la propriété Les Copeaux, où habita le comédien Jean-Pierre Aumont (1911-2011) jusqu'à la mort accidentelle de sa femme, l'actrice María Montez, en 1951[19],[20]. En 1955, la municipalité en fait l'acquisition. Du côté du croisement avec la rue du Docteur-Émile-Roux, une école élémentaire ouvre en 1967[21] et à l'intersection avec la rue des Tourneroches et la rue des Nouvelles le centre sportif et la piscine des Raguidelles. Cette dernière est inaugurée le 23 novembre 1968. Comptant deux bassins et des gradins pouvant accueillir 375 spectateurs[19],[22], elle se découvre en été[21],[23].

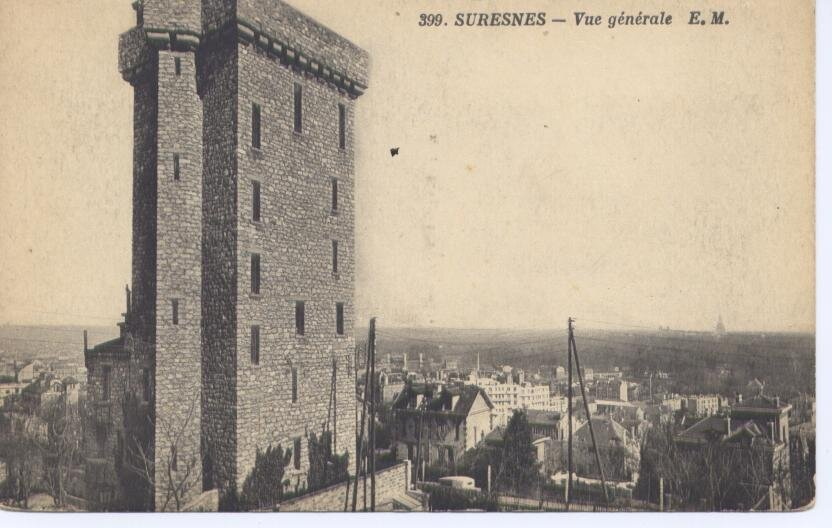
Vue ancienne du donjon.
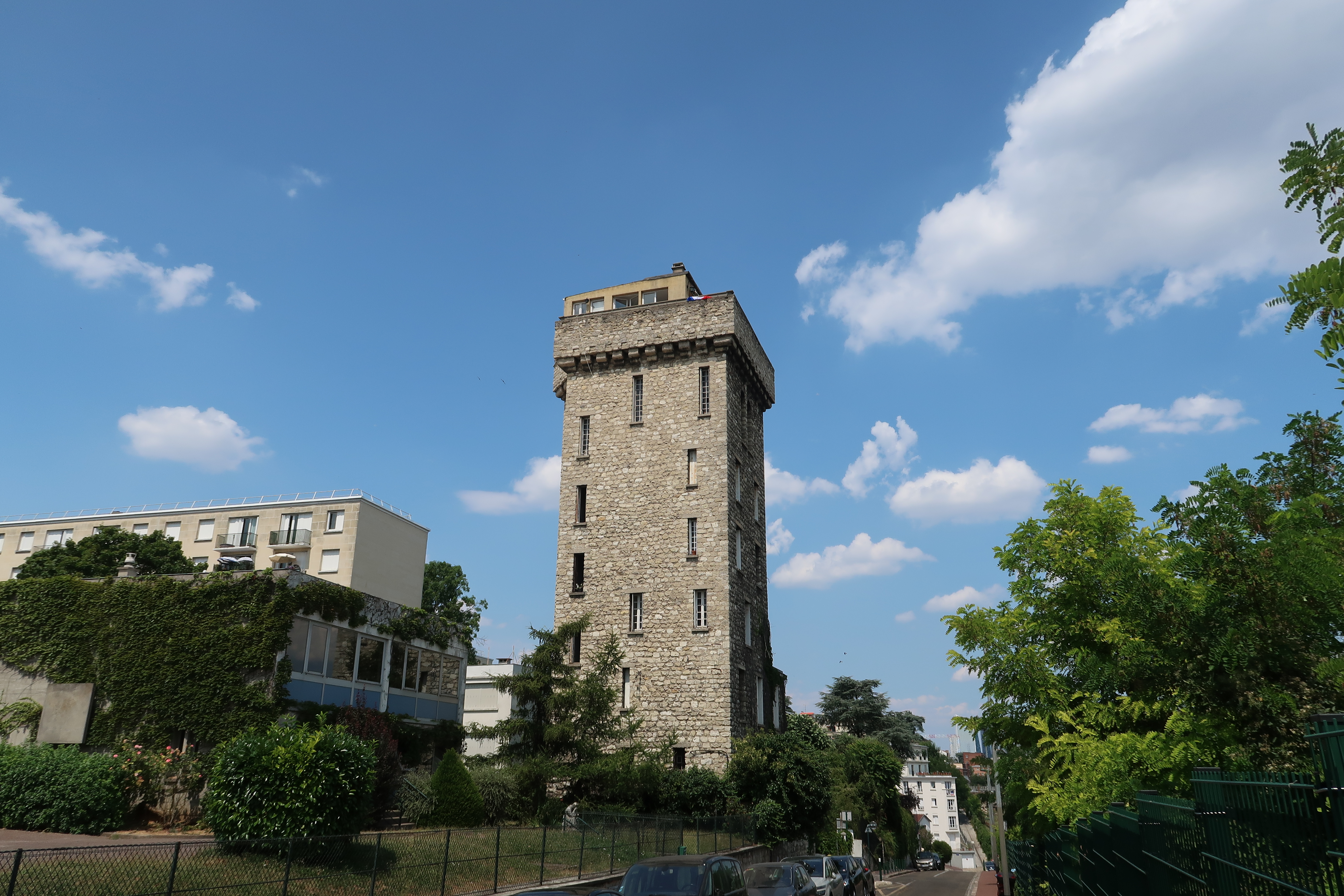
Le donjon de nos jours.
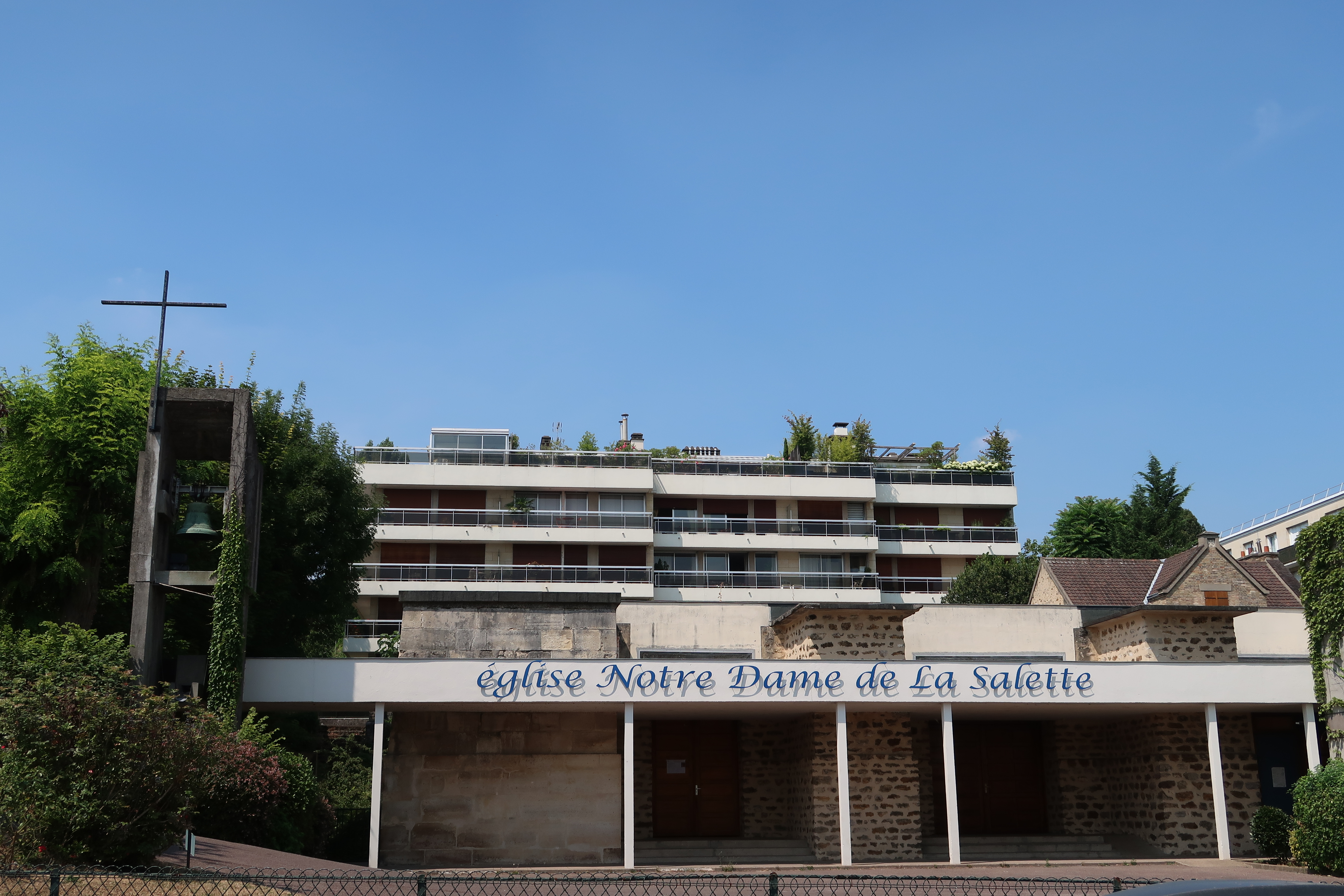
L'église.
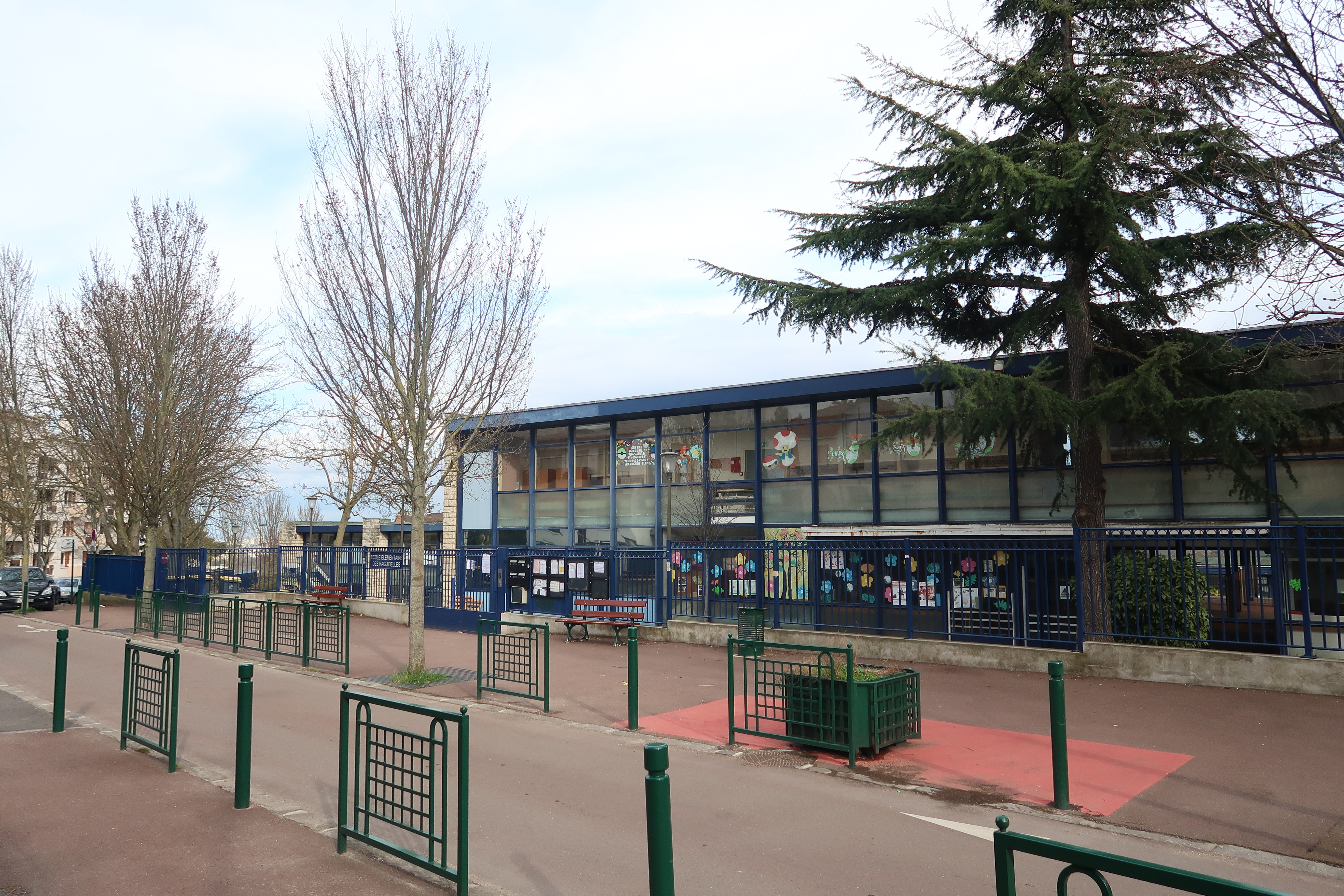
L'école.
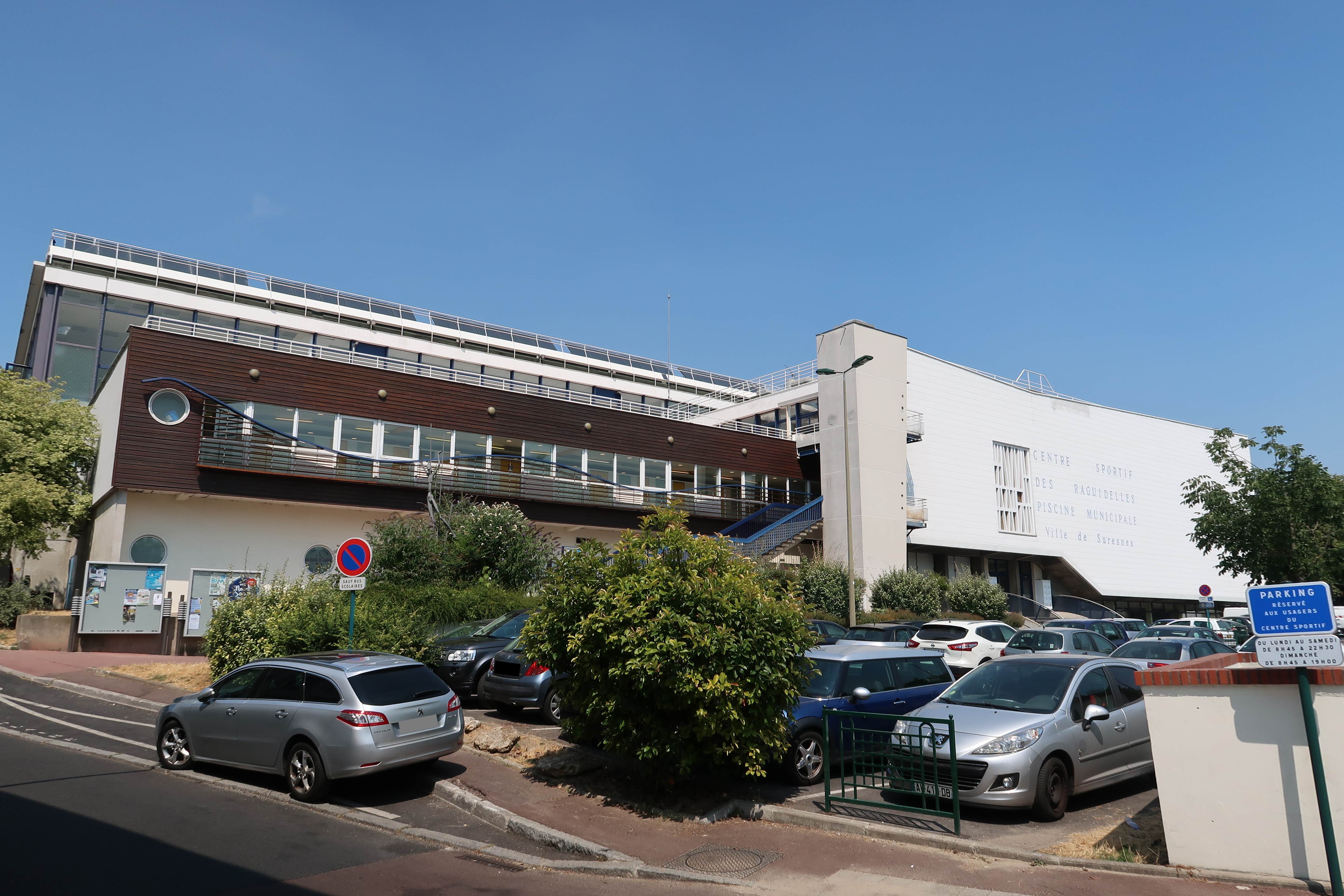
La piscine.